# Série Robôs (Asimov)
A série Robôs é uma série de contos e romances escritos pelo autor de ficção científica Isaac Asimov apresentando robôs positrônicos.

## Contos
A primeira história sobre robôs positrônicos escrita por Asimov foi Robbie, publicado na edição de setembro 1940 da revista pulp Super Science Stories.
A maioria dos contos de Asimov, que ele começou a escrever em 1939, se passa na primeira era de robôs positrônicos e exploração espacial. A característica única dos robôs de Asimov são as Três Leis da Robótica, conectadas fisicamente nos cérebros positrônicos dos robôs, com o qual todos os robôs tem que obedecer, e que asseguram que os robôs não se voltem contra seus criadores.
As histórias, inicialmente, não foram concebidas como um conjunto, mas todas apresentam seus robôs positrônicos — realmente, têm algumas inconsistências entre elas, especialmente entre os contos e os romances. Contudo, todas as histórias dividem o tema de interação de humanos, robôs e moralidade. Algumas das histórias curtas achadas em The Complete Robot e outras coletâneas, parecem não se passar no mesmo universo da Série da Fundação. Em Victory Unintentional, robôs positrônicos obedecem às Três Leis, mas também a uma civilização não-humana em Júpiter. Em Let's Get Together, ele apresenta robôs humanoides, mas em um futuro diferente (onde a Guerra Fria ainda está em progresso), e sem mencionar as Três Leis. As séries múltiplas oferecem um senso de completude, porque todo seu trabalho foi interconectado de alguma maneira.

## Romances
O primeiro romance é I, Robot (1950). Os próximos quatro romances são The Caves of Steel (1954), O Sol Desvelado (1957), The Robots of Dawn (1983) e Robots and Empire, compõem a série de Elijah Baley, estrelando Elijah Baley e seu parceiro robô humanoide, R. Daneel Olivaw. Eles se passam milhares de anos antes dos contos, e focam nos conflitos entre os Spacers — descendentes dos humanos que se assentaram em outros planetas, e as pessoas de uma Terra super populosa. Mirror Image, um dos contos da coletânea completa dos Robôs, também se passa neste período (entre Os Robôs e Os Robôs e o Amanhecer), e apresenta ambos, Baley e Olivaw. Um conto (achada na coletânea The Early Asimov), Mother Earth, se passa aproximadamente mil anos antes da séria Robôs, quando os mundos dos Spacers decidem se separar da Terra.
As Cavernas de Aço e Os Robôs são ambos clássicos do gênero, mas os romances posteriores também foram bem recebidos, sendo The Robots of Dawn nomeado à ambos os prêmios Hugo e Locus em 1984, e Os Robôs e o Império foi um finalista do prêmio Locus de melhor romance de ficção científica em 1986.

## Inspiração

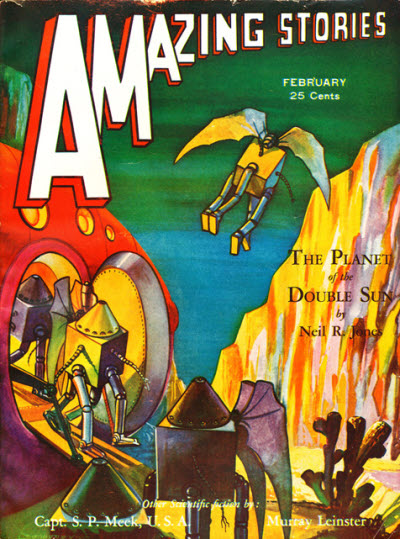
Zoromes na capa da revista Amazing Stories, fevereiro de 1932.

Uma das fontes de inspiração dos robôs de Asimov foi os Zoromes, uma raça de homens mecânicos que apareceram no conto de 1931 chamada "The Jameson Satellite", de Neil R. Jones. Asimov leu esse conto quando tinha 11 anos, e reconheceu-a como uma fonte de inspiração em Before the Golden Age (1975), uma coletânea dos anos 30 de história de ficção científica, em que Asimov conta a história de ficção científica lida durante seus anos de formação. Em suas próprias palavras:
| “ | Foi com os Zoromes, começando com sua primeira aparição em "The Jameson Satellite", que eu senti que robôs benevolentes poderiam servir à humanidade com decência, como os Zoromes serviram o Professor Jameson. Foram os Zoromes então, que se tornaram os ancestrais espirituais dos meus próprios "robôs positrônicos", de todos eles, de Robbie até R. Daneel. | ” |

Uma outra inspiração foi o conto I, Robot (1939) de Eando Binder (pseudónimo de Earl e Otto Binder). Em sua introdução escrita para o conto em Isaac Asimov Presents the Great SF Stories (1979), Asimov escreveu:
| “ | Ele certamente me chamou a atenção. Dois meses depois que eu o li, eu comecei 'Robbie', sobre um simpático robô, e que foi o início de minha série de robôs positrônicos. Onze anos mais tarde, quando nove das minhas histórias de robôs foram coletados em um livro, o editor deu o título de I, Robot sobre as minhas objecções. Meu livro é agora o mais famoso, mas o conto de Otto veio primeiro. | ” |

## Mesclando com outras séries
Mais tarde, Asimov integrou a série Robôs dentro da série Fundação, fazendo com que R. Daneel apareça novamente vinte mil anos depois da era do Império Galático, em sequências anteriores e posteriores da trilogia da Fundação; e no livro final da série Robôs — Os Robôs e o Império — onde aprendemos como os mundos que posteriormente formariam o Império, foram estabelecidos, e como a Terra se tornou radioativa (que foi primeiramente mencionada em Pebble in the Sky).
Em The Stars Like Dust, é mostrado explicitamente que a Terra é radioativa por causa de uma guerra nuclear. Asimov explica mais tarde que a razão para essa percepção foi formulado pelos terráqueos muitos séculos depois do evento, e se tornou distorcida, devido à perda de grande parte da história do planeta. Este trabalho é geralmente considerado parte da série Império Galáctico, mas não menciona diretamente ambos Trantor, ou os mundos Spacer. Baseado em detalhes do romance, tais como à Terra sendo na maioria, habitável, e a ausência do Governo Galático Unificado, que provavelmente cairia durante o começo da formação do Império (antes dele se expandir e englobar a galáxia).

## Os Robôs de Asimov no cinema e TV
A primeira adaptação para à tela de uma história de robô de Asimov foi o terceiro episódio da série de TV Britânica, Out of This World, baseado no episódio Little Lost Robot, transmitido pela primeira vez em 1962. Dramatizada por Leo Lehman e estrelando Maxine Audley como Susan Calvin, foi o único episódio da série conhecido por ter sobrevivido.
Seguido pela dramatização de As Cavernas de Aço para a série da BBC, Story Parade, e quatro episódios da série da BBC Out of Unknown, baseada em Satisfaction Guaranteed (1966), Reason (no episódio intitulado "The Profet", 1967), Liar! (1969) e Os Robôs (1969). Nestas adaptações, Elijah Baley foi representado por Peter Cushing (As Cavernas de Aço) e Paul Maxwell (Os Robôs), e R. Daneel Olivaw por John Carson (As Cavernas de Aço) e David Collings (Os Robôs), e Susan Calvin por Beatrix Lehmann ("The Prophet") e Wendy Gifford ("LIar!"). Em "Satisfaction Guaranteed", o personagem de Susan Calvin foi renomeado Dra. Inge Jensen e representado por Ann Firbank.
No final dos anos 70, Harlan Ellison escreveu um roteiro baseado no livro de Asimov, Eu, Robô para a Warner Bros.. Esse projeto foi por fim abandonado, mas o roteiro de Ellison foi publicado mais tarde em forma de livro como I, Robot: The Illustrated Screenplay (1994).
Robots, de 1988, foi um filme para TV baseado na série Robôs de Asimov. estrelado por Stephen Rowe como Elijah Baley e Brent Barret como R. Daneel Olivaw.
O Homem Bicentenário foi a primeira adaptação de uma conto ou romance de Asimov para o cinema, baseado em ambas história originais de Asimov, o conto de 1976 e sua expansão como romance, em O Homem Positrônico de 1993. O filme foi estrelado por Robin Williams como o robô Andrew Martin.
O filme da 20th Century Fox, I, Robot, apresenta um história original de Asimov que se passa no universo dos Robôs apresentando a Dra. Susan Calvin e outros personagens da coletânea I, Robot de Asimov. O filme se originou de um roteiro especificado intitulado "Hardwired", escrito por Jeff Vintar em 1995. Enquanto este primeiro roteiro não tinha conexões diretas com Asimov, ele foi considerado adequadamente "Asimoviano" em natureza (uma história de detetives com robôs suspeitos), e providenciou a base para o filme Eu, Robô. Elementos de várias outras história de robô de Asimov foram entrelaçadas na trama geral, incluindo "Little Lost Robot", "The Evitable Conflict", e "Robot Dreams" . O filme foi estrelado por Will Smith como Dale Spooner e Bridget Moynahan como Susan Calvin.